# Асуай
Асуай (на испански: Azuay) е една от 24-те провинции на южноамериканската държава Еквадор. Разположена е в южноцентралната част на страната. Общата площ на провинцията е 7995 км², а населението е 867 200 жители (по изчисления за 2019 г.). Провинцията е разделена на 14 кантона, някои от тях са:
1. Ел Пан
2. Набон
3. Санта Исабел
4. Сан Фернандо